# Chibados
Chibados (lub quimbandas) – mężczyźni trzeciej płci, którzy najczęściej żyli jako kobiety wśród kultur Ndongo i w innych częściach dzisiejszej Angoli. Po raz pierwszy zostali opisani na zachodzie przez Portugalczyków.
Chibados byli traktowani jako „duchowi arbitrzy decyzji politycznych i wojskowych”, a także dokonywali pochówków. Olfert Dapper opisał chibados jako szamanów, „którzy chodzą ubrani jak kobiety”. Portugalscy księża i jezuici opisali, jak chibados żyli jak kobiety i byli w stanie poślubić innych mężczyzn bez żadnych sankcji społecznych. Zamiast tego „takie małżeństwa były honorowane, a nawet cenione”. Chibados tworzyli osobną kastę, a starsi nazywali siebie „Babkami”.
Królowa Nzinga z Ndongo i Matamba miała w swoim sądzie ponad pięćdziesiąt chibados. Mówiono, że chibados byli też traktowani przez Nzingę jako konkubiny.
Gdy Portugalczycy zyskali większą kontrolę w Afryce, wprowadzono prawa kolonialne i zwiększono homofobię.